# Petitia urbanii
Petitia urbanii là một loài thực vật có hoa trong họ Hoa môi. Loài này được Ekman miêu tả khoa học đầu tiên năm 1927.